# 10523 D’Haveloose
A 10523 D'Haveloose (ideiglenes jelöléssel 1990 SM6) a Naprendszer kisbolygóövében található aszteroida. Eric Walter Elst fedezte fel 1990. szeptember 22-én.